# Michael Gravgaard
Michael Julius Gravgaard (Randers, 3 aprile 1978) è un ex calciatore danese, di ruolo difensore.

## Palmarès

### Club

#### Competizioni nazionali
- Campionato danese: 2

FC Copenaghen: 2005-2006, 2006-2007
- Royal League: 1

FC Copenaghen: 2005-2006